# Carl Grunert (Schriftsteller)
Carl Grunert, auch Karl Grunert, Pseudonym Carl Friedland, (* 2. November 1865 in Naumburg an der Saale; † 22. April 1918 in Erkner bei Berlin) war ein deutscher Schriftsteller, der Zukunftsgeschichten, Theaterstücke und Gedichte verfasste.

## Leben
Über das Leben von Carl Grunert ist nur wenig bekannt. Er wurde in Naumburg an der Saale (damals Preußen, heute Sachsen-Anhalt) geboren. Hier war er später als Lehrer am Domgymnasium tätig. Er siedelte nach Berlin (in die Nähe des Müggelsees) über, wo er weiterhin als Lehrer beschäftigt war. Grunert war mit Erna Huth verheiratet und hatte mit ihr einen Sohn. Er starb mit 52 Jahren in Erkner bei Berlin an einer Lungenentzündung.

## Künstlerisches Schaffen
Grunert war ein begeisterter Leser und Verehrer des Vaters der deutschen Zukunftsliteratur Kurd Laßwitz und des Begründers der Zukunftsliteratur, des Franzosen Jules Verne, sowie des Briten Herbert George Wells. Sein Werk wurde zum Teil von diesen Schriftstellern beeinflusst. Im Wesentlichen verfasste er Erzählungen des Genres Zukunftsliteratur, die er selbst Zukunftsnovellen nannte.
Er zählt zu den bedeutendsten Schriftstellern auf dem Gebiet der Zukunftsliteratur in Deutschland und wird neben Kurd Laßwitz und Oskar Hoffmann als Begründer dieser Gattung in Deutschland angesehen, obwohl er selbst nie Romane, sondern nur Erzählungen verfasst hat. Jeder seiner Zukunftsnovellen liegt eine originelle wissenschaftliche Zukunftsidee zugrunde.

## Werke
Sowohl unter eigenem Namen als auch unter dem Pseudonym Carl Friedland erschienen von Grunert verschiedene Gedichtbände und Theaterstücke. Der überwiegende Teil seines Schaffens liegt im Bereich der Zukunftsgeschichten: 32 Geschichten (Zukunftsnovellen) sind bekannt, die gesammelt in Buchform erschienen. Einige Geschichten wurden zuvor in Zeitungen, Zeitschriften oder gemeinsam mit anderen Autoren in Büchern veröffentlicht.
Seine Geschichte Feinde im Weltall erschien 1952 unter dem Titel Enemies in Space auch in den USA in der von Groff Conklin herausgegebenen Anthologie Invaders of Earth.

### Lyrik
- Schlichte Gedichte. 1887 (als Carl Friedland)
- Was die Stunde sprach. 1907, erweiterte Ausgabe 1909
- Liebe und Leben. 1910
- Aus meiner Welt. 1911

### Theaterstücke
- Judas Ischariot. 1888
- Ihr seid geschieden! 1887
- Hie Rudelsburg! Hie Naumburg! 1909

### Erzählsammlungen
- Im irdischen Jenseits. 1903 (enthält 7 Zukunftsnovellen)
- Menschen von Morgen. 1905 (enthält 3 Zukunftsnovellen)
- Feinde im Weltall. 1907 (enthält 4 Zukunftsnovellen)
- Der Marsspion. Illustrationen Ernst Stern. Vorrede Karlernst Knatz. Berlin : Buchverlag fürs Deutsche Haus, 1908 (enthält 10 Zukunftsnovellen)

### Zukunftsnovellen
Zwischen 1903 und 1914 entstanden 33 Zukunftsnovellen.
- Das Unterseetelephon-Amt
- Gefangener Sonnenschein
- Auf den Schwingen des Weltäthers
- Die Fern-Ehe
- Scarlatina (Ein Fiebertraum)
- Das Gas X
- Unter den Papuas (Ein Ostermärchen)
- Die Radiumbremse
- Ein Rätsel der Lüfte
- Das Geschenk des Oxygenius
- Feinde im Weltall?
- Nitakerts Erwachen
- Adam Perennius, der Zeitlose
- Der Fremde
- Heimkehr
- Mr. Vivacius Style
- Im Fluge zum Frieden
- Der Mann aus dem Monde
- Der Marsspion
- Pierre Maurignacs Abenteuer (erschien 1974 in der DDR unter dem Titel "Das Zeitfahrrad")
- Das Ei des Urvogels
- Katalyse
- Ein verirrter Telephondraht
- Ballon und Eiland
- Mysis
- Das Ende der Erde?
- Das weiße Rätsel
- Mr. Infrangibles Erfindung
- Das Phonogramm von Pompeji
- Der schreibende Affe
- Die Maschine des Theodulos Energeios
- Der Ätherseelenmensch
- Gelöste Probleme